# منظر محمي

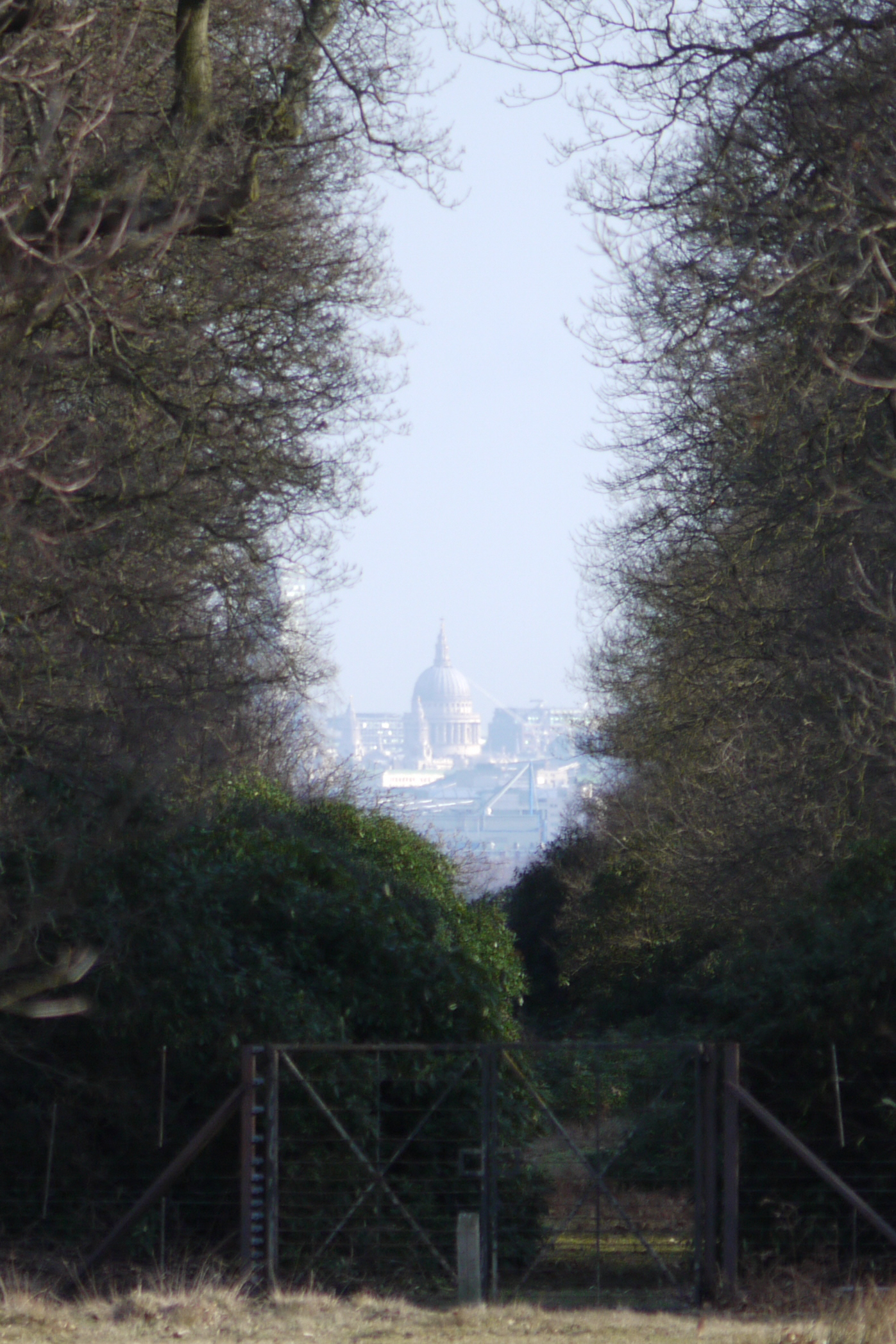
منظر محمي لكاتدرائية القديس بولس في حديثة ريتشموند

المَنظَرُ المَحمِيُّ شرط قانوني في التخطيط العمراني يهدف للحفاظ على منظر مكان معين؛ طبيعي أو مبنى تاريخي؛ كما يبدو للناظر من مكان آخر. تؤدي الحماية القانونية للمنظر إلى تحديد الارتفاعات المسموح بها للإنشاءات البنائية الجديدة التي تقع على خط النظر ما بين المكانين، وأحيانًا ما حول ذلك الخط، للمحافظة على استدامة القدرة على رؤية المَعلَم من ذلك المكان، كما يمكن أن تمتدَّ الحماية إلى ما وراء المبنى أو المعلم المحمي منظره، أي إلى امتداد خط النظر.
من أمثلة المناظر المحمية مناظر عديدة لكتدرائية القديس بولس في مدينة لندن:
- من تلة الملك هنري الثامن في حديقة رِتشمُند
- من تلة البرلمان في حرش هَمستِد
- من جسري ووترلو وهَنجَرفُرد في وسط لندن

المناظر المحمية ليست قصرًا على بريطانيا، إذ توجد أمثلة لها في أماكن أخرى، منها مدينة سان فرانسيسكو في الولايات المتحدة الأمريكية التي بها بعض أكثر القيود الإنشائية صرامة في العالم، وكذلك في مدينة بورتلاند في ولاية أوريجون الأمريكية التي تحدد فيها أحجام الكتل السكنية في وسط المدينة للمحافظة على منظر جبل هود من التلال الغربية، وكذلك في مدينة فانكوفر التي لديها مخاريط مناظر محمية.